# Путевой проезд
Путево́й проезд — улица в Алтуфьевском районе Северо-Восточного административного округа города Москвы. Проходит от Алтуфьевского шоссе до Савёловской линии Московской железной дороги.

## Название
Образовался в посёлке Бескудниково ещё до присоединения его к Москве. Первоначально носил название Почтовая улица. В 1964 году переименован в Путевой проезд по расположению вблизи железнодорожных путей в Бескудникове.
В 1986 году к проезду присоединена улица Пахтусова, название которой было дано в 1965 году в память о полярном гидрографе Петре Кузьмиче Пахтусове (1800—1835) — ныне северная часть проезда. В 2017 году название возрождено в виде проезда Пахтусова в районе Южное Медведково.

## Описание
Путевой проезд начинается от 3-го Алтуфьевского путепровода на Алтуфьевском шоссе и идёт на запад, проходит вдоль промышленной железнодорожной Медведковской ветки, ведущей к промзоне на западе Медведкова. Справа примыкает улица Бегичева. В месте ответвления ветки от станции Бескудниково проезд поворачивает дугой на север и проходит вдоль Савёловского направления Московской железной дороги, пересекает Инженерную и Стандартную улицы и подъездные пути к Бескудниковскому комбинату строительных материалов и заканчивается в промышленной зоне и даже доходит до границы соседнего к нему района Лианозово.
На улице между жилыми домами расположены большие зелёные массивы и, несмотря на соседство улицы с промышленными предприятиями, каждое лето здесь слышны ночные трели соловьёв.

## История
Жилые дома по проезду № 2 (1969), 4 (1966), 6 (1968) и 8 (1968) построены для своих сотрудников предприятием «НИКИМТ-Атомстрой», № 10 (1965) и 12 (1963) — заводом «Энерготех».
С 2022 по 2024 годы в районе пересечения с Инженерной улицей велось  строительство путепровода, связавшего последнюю с улицей 800-летия Москвы. 

## Учреждения и организации

### Нечётная сторона
- № 3, стр. 1 — Алтуфьевский таможенный пост Московской Восточной таможни (не работает).
- № 11 — станция Бескудниково Савёловского направления Московской железной дороги.

### Чётная сторона
- № 2 — поликлиника.
- № 10А — школа № 305, корпус № 1.
- № 20 стр. 1 — Агентство гражданской обороны РФ по Северо-Восточному административному округу.
- № 38А — Путевая библиотека № 64.
- № 40 корп. 3 — Сбербанк, филиал № 7981/0826.

## Общественный транспорт

### Внеуличный транспорт

#### Железнодорожные станции и платформы
- Бескудниково

### Наземный транспорт

#### Автобусы
- 353: Осташковская улица —  Медведково —  Бибирево —  Бескудниково — Путевой проезд —  Владыкино
- 571: Микрорайон 4 «Д» Отрадного —  Отрадное — Путевой проезд —  Бескудниково —  Алтуфьево —  Лианозово — Платформа Грачёвская
- 637:  Владыкино —  Отрадное — Путевой проезд —  Бескудниково —  Бибирево
- 803:  ВДНХ —  Отрадное — Путевой проезд —  Бескудниково